# Mariakapel (Geverik)
De Mariakapel is een kerkachtig gebouw dat zich bevindt te Geverik aan Kapelstraat 14 in de Nederlands-Limburgse Beek.

## Geschiedenis
Deze kapel werd gebouwd in 1861 op initiatief van de familie Corten. Architect was J.L. Lemmens. In 1990 werd de kapel gerestaureerd.

## Gebouw
Het betreft een neogotisch driebeukig bakstenen kerkgebouw met aangebouwde toren, welke gedekt wordt door een ingesnoerde naaldspits. De kapel fungeert als hulpkerk: Er worden 's-zondags Missen opgedragen. De kapel oogt zowel qua uiterlijk als qua interieur als een kerkje. Er is onder meer een kruisweg met staties in gepolychromeerd reliëf.